# Albizia letestui
Albizia letestui är en ärtväxtart som beskrevs av François Pellegrin. Albizia letestui ingår i släktet Albizia och familjen ärtväxter. Inga underarter finns listade i Catalogue of Life.